# Basketball Club Žalgiris 2020-2021
Questa voce raccoglie le informazioni riguardanti il Basketball Club Žalgiris nelle competizioni ufficiali della stagione 2020-2021.

## Stagione
La stagione 2020-2021 del Basketball Club Žalgiris è la 28ª nel massimo campionato lituano di pallacanestro, la Lietuvos krepšinio lyga.

## Roster
Aggiornato al 31 luglio 2020.
| Žalgiris Kaunas 2020-21 | Žalgiris Kaunas 2020-21 |
| Giocatori               | Staff tecnico           |
| ----------------------- | ----------------------- |

| N. | Naz.                                     | Ruolo | Nome                 | Anno | Alt.   | Peso   |  |
| -- | ---------------------------------------- | ----- | -------------------- | ---- | ------ | ------ |  |
| 0  | Stati Uniti (bandiera)                   | G     | Thomas Walkup        | 1992 | 193 cm | 92 kg  |  |
| 1  | Lituania (bandiera)                      | C     | Marek Blaževič       | 2001 | 207 cm | 110 kg |  |
| 4  | Lituania (bandiera)                      | P     | Lukas Lekavičius     | 1994 | 180 cm | 76 kg  |  |
| 7  | Argentina (bandiera) · Italia (bandiera) | AP    | Patricio Garino      | 1993 | 201 cm | 92 kg  |  |
| 8  | Lituania (bandiera)                      | AG    | Paulius Murauskas    | 2004 | 203 cm | 100 kg |  |
| 10 | Stati Uniti (bandiera)                   | AG    | Nigel Hayes          | 1994 | 203 cm | 103 kg |  |
| 13 | Lituania (bandiera)                      | AG    | Paulius Jankūnas (C) | 1984 | 205 cm | 107 kg |  |
| 16 | Lituania (bandiera)                      | G     | Karolis Lukošiūnas   | 1997 | 195 cm | 92 kg  |  |
| 17 | Lituania (bandiera)                      | G     | Mantas Rubštavičius  | 2002 | 198 cm | 84 kg  |  |
| 21 | Lituania (bandiera)                      | G     | Artūras Milaknis     | 1986 | 195 cm | 90 kg  |  |
| 23 | Lituania (bandiera)                      | C     | Martinas Geben       | 1994 | 208 cm | 114 kg |  |
| 24 | Stati Uniti (bandiera)                   | AC    | Augustine Rubit      | 1989 | 203 cm | 107 kg |  |
| 31 | Lituania (bandiera)                      | P     | Rokas Jokubaitis     | 2000 | 193 cm | 88 kg  |  |
| 32 | Stati Uniti (bandiera)                   | G     | Steve Vasturia       | 1995 | 196 cm | 96 kg  |  |
| 33 | Lituania (bandiera)                      | G     | Tomas Dimša          | 1994 | 195 cm | 88 kg  |  |
| 40 | Lituania (bandiera)                      | AP    | Marius Grigonis      | 1994 | 198 cm | 93 kg  |  |
| 77 | Francia (bandiera)                       | C     | Joffrey Lauvergne    | 1991 | 211 cm | 118 kg |  |

| Allenatore |
| - Martin Schiller |
| Assistente/i |
| - Evaldas Beržininkaitis - Tautvydas Sabonis - Arne Woltmann Legenda - (C) Capitano - (IN) Inattivo - Infortunato Roster |

## Mercato

### Sessione estiva
| Acquisti | Acquisti          | Acquisti          | Acquisti      | Acquisti |
| R.a      | Nome              | da                | Modalità      |          |
| -------- | ----------------- | ----------------- | ------------- | -------- |
| P        | Kerr Kriisa       | Prienai           | fine prestito |          |
| C        | Laurynas Birutis  | Prienai           | fine prestito |          |
| G        | Steve Vasturia    | RASTA Vechta      | svincolato    |          |
| G        | Tomas Dimša       | Lietkabelis       | svincolato    |          |
| P        | Arnas Velička     | Prienai           | fine prestito |          |
| C        | Marek Blaževič    | Rytas Vilnius     | definitivo    |          |
| AG       | Gytis Masiulis    | Skyl. Francoforte | fine prestito |          |
| C        | Joffrey Lauvergne | Fenerbahçe        | svincolato    |          |
| AC       | Augustine Rubit   | Olympiakos        | svincolato    |          |
| AP       | Patricio Garino   | Saski Baskonia    | svincolato    |          |

| Cessioni | Cessioni         | Cessioni             | Cessioni              | Cessioni |
| R.       | Nome             | a                    | Modalità              |          |
| -------- | ---------------- | -------------------- | --------------------- | -------- |
| P        | Kerr Kriisa      | Arizona Wildcats     | rescissione           |          |
| C        | Laurynas Birutis | Obradoiro            | fine contratto        |          |
| P        | Arnas Velička    | Châlons-Reims        | fine contratto        |          |
| G        | K.C. Rivers      | Zenit S. Pietroburgo | fine contratto        |          |
| AG       | Erikas Venskus   | Lietkabelis          | prestito              |          |
| AP       | Edgaras Ulanovas | Fenerbahçe           | fine contratto        |          |
| AG       | Gytis Masiulis   | Lietkabelis          | fine contratto        |          |
| AC       | Zach LeDay       | Olimpia Milano       | definitivo (150000 €) |          |
| C        | Jock Landale     | Melbourne United     | rescissione           |          |

### Dopo l'inizio della stagione
| Acquisti | Acquisti | Acquisti | Acquisti | Acquisti |
| R.       | Nome     | da       | Data     | Modalità |
| -------- | -------- | -------- | -------- | -------- |

| Cessioni | Cessioni    | Cessioni     | Cessioni          | Cessioni |
| R.       | Nome        | a            | Data              | Modalità |
| -------- | ----------- | ------------ | ----------------- | -------- |
| G        | Tomas Dimša | Gran Canaria | 28 settembre 2020 | prestito |